# Янси, Джимми
Джеймс Э́двардс Я́нси, известный как Джи́мми Янси (англ. James Edwards “Jimmy” Yancey; 20 февраля 1898, Чикаго — 17 сентября 1951, Чикаго) — афроамериканский джазовый пианист, композитор и поэт-песенник. Он был первым получившим известность музыкантом в жанре буги-вуги. В 1986 году он был включён в Зал славы рок-н-ролла.
Джимми Янси не получил профессионального музыкального образования. Его брат Алонзо также был пианистом, а отец играл на гитаре. С детства он пел и танцевал в составе передвижных ярмарок на юге США и в Европе, позднее выступал на вечеринках и в чикагских клубах. В то время Янси не смог прославиться, и в 1925 году, оставив своё ремесло, он стал смотрителем спортивной площадки бейсбольного клуба Чикаго Уайт Сокс.
В 1936 году Мид Лакс Льюис сделал запись «Yancey Special», и тогда о музыканте вспомнили. Он снова начал играть в клубах и через три года выпустил первый альбом. В конце 1930-х годов получили известность такие песни, как «Yancey Stomp», «Two O’Clock Blues», «The Fives», «State Street Special», «The Mellow Blues», «Slow and Easy Blues». С начала 1940-х Янси давал концерты в качестве пианиста совместно с женой Эстель Янси (вокал); их дуэт назывался Jimmy and Mama Yancey.
Умер 17 сентября 1951 года от инсульта.